# Brachyptera braueri
Brachyptera braueri is een steenvlieg uit de familie vroege steenvliegen (Taeniopterygidae). De wetenschappelijke naam van de soort is voor het eerst geldig gepubliceerd in 1900 door Klapálek.